# Шраттенхольц, Лео
Лео Шраттенхольц (нем. Leo Schrattenholz; 24 августа 1872, Лондон — 11 апреля 1955, Берлин) — немецкий виолончелист, музыкальный педагог и композитор. Сын пианиста и композитора Макса Шраттенхольца (1842—1894), племянник музыкального критика Йозефа Шраттенхольца.
Рано начал гастролировать вместе со своим отцом, исполняя в том числе и собственные сочинения для виолончели и фортепиано, подчас благосклонно принимавшиеся критикой. Окончил Берлинскую высшую школу музыки (1893), где учился у Роберта Хаусмана. Недолгое время играл в струнном квартете Густава Холлендера.
Затем изучал композицию в Берлинской академии искусств под руководством Макса Бруха, в 1898 году получил стипендию имени Мендельсона. В дальнейшем остался близок к своему последнему учителю: в частности, со своим небольшим частным оркестром в 1913 году дирижировал премьерой второй редакции его Концерта для кларнета и альта с оркестром. Сочинял камерную и вокальную музыку. На протяжении многих лет преподавал в Берлине композицию и теорию музыки; среди его учеников, в частности, композитор Сабуро Морои и музыковед Курт Закс.